# Neocolonides howdeni
Neocolonides howdeni är en skalbaggsart som beskrevs av Dégallier 1998. Neocolonides howdeni ingår i släktet Neocolonides och familjen stumpbaggar. Inga underarter finns listade i Catalogue of Life.